# Kanton Vermand
Kanton Vermand (fr. Canton de Vermand) byl francouzský kanton v departementu Aisne v regionu Pikardie. Tvořilo ho 24 obcí. Zrušen byl po reformě kantonů 2014.

## Obce kantonu
- Attilly
- Beauvois-en-Vermandois
- Caulaincourt
- Douchy
- Étreillers
- Fayet
- Fluquières
- Foreste
- Francilly-Selency
- Germaine
- Gricourt
- Holnon
- Jeancourt
- Lanchy
- Maissemy
- Pontru
- Pontruet
- Roupy
- Savy
- Trefcon
- Vaux-en-Vermandois
- Vendelles
- Le Verguier
- Vermand